# Reggenza di Manokwari
La reggenza di Manokwari (in indonesiano: Kabupaten Manokwari) è una reggenza dell'Indonesia, situata nella provincia di Papua Occidentale.